# Mario Tadini
Mario Tadini, né en 1905 à Bologne et mort en août 1983 en Italie est un pilote automobile italien, membre fondateur de la Scuderia Ferrari et vainqueur du championnat d'Europe de la montagne 1933.

## Biographie
Mario Tadini naît en 1905 à Bologne où il devient propriétaire d'une chaîne de magasins de vêtements. Sa fortune lui permet de devenir l'actionnaire majoritaire de l'écurie naissante, la Scuderia Ferrari. Pour autant, Tadini ne profite pas de l'occasion pour devenir pilote professionnel et fait ses débuts en Grands Prix en amateur, en 1929, à Tre Province sur une Officine Meccaniche 665 qu'il mène à la troisième place.
À l'automne 1929 il cofinance la naissance de l'écurie Ferrari avec les frères Augusto et Alfredo Caniato propriétaires d'une usine de textile, à la fin d'un dîner de gala organisé à la Casa del Fascio de Bologne en compagnie entre autres d'Enzo Ferrari, par le podestat Leandro Arpinati et l'Automobile Club local pour célébrer le record mondial de vitesse de Baconin Borzacchini à Crémone sur une Maserati Tipo V4.
Il poursuit en 1930, participant à trois courses dont celle de Tre Province où il obtient son meilleur résultat, avec une Alfa Romeo 6C d'Alfa Corse. En 1932, il remporte sa première course de côte à Torricelle près de Vérone, avec une Alfa Romeo 8C 2300 de la Scuderia Ferrari. De nouveau victorieux en course de côte dans le col du Stelvio en 1933 -près de Merano, sur l'Alfa Romeo Monza-, il s'impose dans la catégorie sport à Gaisberg (Salzbourg) et sur le mont Ventoux (Avignon), ce qui fait de lui le champion d'Europe de la montagne 1933,.
Il retrouve le chemin des podiums en Grands Prix avec une Alfa Romeo P3 en terminant à chaque fois troisième des Grands Prix d'Alexandrie, de Modène et de Naples. Il réalise une bonne série de résultats en 1935, avec des deuxièmes places aux Mille Miglia, à Modène et une victoire à la Coppa Edda Ciano. Dans le même temps, il poursuit son engagement en course de côte et s'impose dans le col du Stelvio sans discontinuer entre 1933 et 1936. 
Dans les années qui suivent, il s'impose à Lucques, en 1936, deuxième la même année à Modène et deuxième à Gênes en 1937. Après une dernière apparition au Grand Prix de Rio de Janeiro, en 1938, il se retire de la compétition automobile (il remporte entre-temps la course de côte Susa - Moncenisio en 1937). 
Après la Seconde Guerre mondiale, il participe à quelques courses, notamment en Formule 2, et obtient quelques troisièmes places. Après la saison 1950, il prend définitivement pris sa retraite et devient propriétaire d'une chaîne de magasins de vêtements. Il décède en août 1983.
Selon Enzo Ferrari, Mario Tadini supportait mal les efforts prolongés et les courses difficiles mais pouvait, le temps d'une bonne journée, être le plus rapide des pilotes en lice. Son palmarès en course de côte est comparable à celui du « Bergkönig », Hans Stuck.

## Résultats en Championnat d'Europe des pilotes
| Saison | Écurie           | Constructeur | Châssis | Moteur        | GP disputés | Victoires | Pole positions | Meilleurs tours | Points inscrits | Classement  |
| ------ | ---------------- | ------------ | ------- | ------------- | ----------- | --------- | -------------- | --------------- | --------------- | ----------- |
| 1936   | Scuderia Ferrari | Alfa Romeo   | 8C-35   | Alfa Romeo L8 | 1           | 0         | 0              | 0               | 31              | 28e ex æquo |

| Saison | Écurie           | Constructeur | Châssis | Moteur              | Course     | Course | Course | Course | Course | Course | Course | Classement  | Points inscrits |
| Saison | Écurie           | Constructeur | Châssis | Moteur              | 1          | 2      | 3      | 4      | 5      | 6      | 7      | Classement  | Points inscrits |
| --- | ---------------- | ------------ | ------- | ------------------- | ---------- | ------ | ------ | ------ | ------ | ------ | ------ | ----------- | --------------- |
| 1936 | Scuderia Ferrari | Alfa Romeo   | 8C-35   | Alfa Romeo 3,8 l L8 | MON Abd[A] | ALL Np | SUI Np | ITA Np |        |        |        | 28e ex æquo | 31              |
| Légende |                  |              |         |                     |            |        |        |        |        |        |        |             |                 |
| Légende (1931 / 1935-1939) - Vainqueur : 1 point - Deuxième : 2 points - Troisième : 3 points - Quatrième ou complété à plus de 75 % : 4 points - Complété entre 50 et 75 % : 5 points - Complété 25 et 50 % : 6 points - Complété à moins de 25 % : 7 points - N'a pas participé (np) : 8 points - Disqualifié (dsq) : 8 points - En gras : pole position - En italique : meilleur tour en course - * : voiture partagée Légende (1932) - Vainqueur : 1 point - Deuxième : 2 points - Troisième : 3 points - Quatrième : 4 points - Cinquième : 5 points - Autre partant : 6 points - Disqualifié (dsq) : 6 points - N'a pas participé (np) : 7 points - En gras : pole position - En italique : meilleur tour en course - * : voiture partagée |                  |              |         |                     |            |        |        |        |        |        |        |             |                 |
| Motifs des abandons |                  |              |         |                     |            |        |        |        |        |        |        |             |                 |
| - A. : Fuite d'huile (départ sur la voiture laissée vacante de Giuseppe Farina perdant déjà de l'huile). |                  |              |         |                     |            |        |        |        |        |        |        |             |                 |

## Palmarès

### Titre
- Champion d'Europe de la montagne en 1933 sur Alfa Romeo Monza, en Catégorie Voiture de Sport, lors du dernier championnat AIACR organisé;

### Victoires notables
- Course de côte du Col du Stelvio, en 1933, ainsi qu'en 1934, 1935, 1936, et 1939;
- Grand-Prix d'Autriche de la montagne, en 1935.